# Уєзьдзець-Мали
Уєзьдзець-Мали (пол. Ujeździec Mały) — село в Польщі, у гміні Тшебниця Тшебницького повіту Нижньосілезького воєводства.
Населення — 353 особи (2011).
У 1975-1998 роках село належало до Вроцлавського воєводства.

## Демографія
Демографічна структура станом на 31 березня 2011 року:
|          | Загалом | Допрацездатний вік | Працездатний вік | Постпрацездатний вік |
| -------- | ------- | ------------------ | ---------------- | -------------------- |
| Чоловіки | 180     | 37                 | 130              | 13                   |
| Жінки    | 173     | 44                 | 101              | 28                   |
| Разом    | 353     | 81                 | 231              | 41                   |